# Paul Laufer (Theologe)
Paul Louis Laufer (* 19. Februar 1871 in La Sarraz; † 29. Oktober 1959 in Lausanne) war ein Schweizer evangelischer Geistlicher und Hochschullehrer.

## Leben

### Familie
Paul Laufer war der Sohn von Jean Jacques Laufer, Pfarrer der Freien evangelischen Kirche des Kanton Waadt und dessen Ehefrau die Rechtsanwältin Henriette (geb. Borgeaud). Sein Bruder war der Musiker Auguste Laufer (* 18. März 1861 in La Sarraz; † 1. Juni 1918 in Morges).
Er war seit dem 11. Juli 1912 mit Hélène Louise Adèle (* 14. September 1882 in Lausanne; † 4. Oktober 1959 in Morges), Tochter des Theologen Lucien Gautier verheiratet; gemeinsam hatten sie vier Kinder.

### Werdegang
Paul Laufer immatrikulierte sich 1889 an der Theologischen Fakultät der Freien Evangelischen Kirche in Lausanne und beendete das Studium 1893; 1901 promovierte er mit seiner Dissertation Conditions et éléments d'une étude sur la notion de Fils de Dieu dans le quatrième Evangile.
Nach dem Studium unternahm er 1893 eine Reise in das Heilige Land, die er 1897 in seiner Schrift Au pays du Christ beschrieb.
Von 1894 bis 1898 war er Prorektor der theologischen Vorbereitungsschule Les Batignolles der Freikirchlichen Fakultät im Quartier des Batignolles in Paris, die ihre Schüler an die Theologische Fakultät von Montauban (heute: Aussenstelle der Universität Toulouse) sandte.
Von 1898 bis 1899 war er Pfarrer der französischen Kirche in Edinburgh und wurde, nach seiner Rückkehr in die Schweiz, von 1899 bis 1901 Leiter des Christlichen Vereins Junger Männer in Lutry und Lausanne, bevor er von 1901 bis 1905 Pfarrer in Genf war.
1905 wurde er als Nachfolger für den verstorbenen Auguste Bernus, Professor für Systematische Theologie an die Theologischen Fakultät der Freien Evangelischen Kirche nach Lausanne berufen und wechselte 1941 zur Praktischen Theologie; nachdem ihm 1945 Jean de Saussure folgte, war er von 1945 bis 1950 Lehrbeauftragter.

### Geistliches und berufliches Wirken
Paul Laufer gründete gemeinsam mit den Pastoren Paul Sublet (1871–1915), Henri Rochat (1865–1940) und Paul Pettavel (1861–1934) die christliche Zeitschrift L'Essor, die den Untertitel sozial, moralisch, religiös trug.
Er gab 1926 den von seinem Bruder zusammengestellten Psalter Psaumes et cantiques: Hymnes de la chrétienté protestante und die Schriften des befreundeten Theologen Gaston Frommels heraus.
Er war Mitglied der Kommission für die Statutenrevision der Freien evangelischen Kirche des Kanton Waadt.

## Mitgliedschaften
- Paul Laufer war Mitglied des Schweizerischen Zofingerverein.[9]

## Ehrungen und Auszeichnungen
- Im Juni 1930 wurde Paul Laufer von der Universität Lausanne zum Dr. theol. h. c. ernannt.[10]

## Schriften (Auswahl)
- Au pays du Christ. La Chaux-de-Fonds: F. Zahn, 1897.
- Conditions et éléments d'une étude sur la notion de Fils de Dieu dans le quatrième Evangile. Imprimerie C. Pache-Varidel, Lausanne 1901.
- Histoire des dogmes. [Notes prises par] Willy Cuendet. 4 cahiers. Lausanne 1905–1906.
- Première partie de l'exposé des motifs du projet de constitution de l'Eglise évangélique libre du canton de Vaud présenté au Synode (1920). Imprimerie réunies, Lausanne 1920.
- Rapport de la commission spéciale chargée de préparer un projet de révision partielle de la Constitution. 1932.
- Paroisses ou Eglises. Message du Conseil d'Eglise aux membres de l'Eglise évangélique libre de Lausanne: touchant la réorganisation de cette Eglise. Imprimerie La Concorde, Lausanne 1945.